# Movie Fans (film 1915)
Movie Fans è un cortometraggio muto del 1915 diretto da George Foster Platt.

## Produzione
Il film fu prodotto dalla Thanhouser Film Corporation (con il nome Falstaff Comedies).

## Distribuzione
Distribuito negli Stati Uniti dalla Mutual, il film - un cortometraggio in una bobina - uscì nelle sale cinematografiche il 30 aprile 1915.